# Branko Vukolic
Branislav Branko Vukolic född den 30 december 1987, är en svenskserb och före detta handbollsspelare (mittsexa). 

## Karriär
Moderklubben för Vukovic var Handens HK. Säsongen 2006-2007 spelade han för Tyresö HF, men efter säsongen gick han till HK Drott. Vukolic spelade  för elitserieklubben HK Drott  under säsongen 2006-2007 men sedan återvände till moderklubben Handens SK trots att HK Drott ville förlänga med honom. och han spelade även för klubbar som Skogås och Hammarby IF HF. 
Vukolic är utbildad elektriker och arbetar nu som elektriker.